# Canthus
Le canthus (pluriel canthi), aussi appelé commissure des paupières, commissure  palpébrale ou angle de l’œil (angulus oculi nasalis), est l'échancrure située à chaque coin de l'œil, à l'endroit où les deux paupières se rejoignent.

## Description
La commissure se trouvant du côté du nez est le canthus interne (appelé aussi canthus médial ou grand canthus qui contient le caroncule lacrymal et les canalicules qui conduisent au sac lacrymal), celle située près de la région temporale du crâne est le canthus externe (appelé aussi canthus latéral ou petit canthus).
L’endocanthion  est le point le plus interne du grand canthus et l’exocanthion le plus externe du petit canthus.

## Chirurgie du canthus
Il peut être opéré chirurgicalement. La canthoplastie recrée un nouveau ligament palpébral solide et la canthopexie remet en tension le ligament de soutien de la paupière.